# Lijst van burgemeesters van Kuinre
Dit is een lijst van burgemeesters van de opgeheven Nederlandse gemeente Kuinre in de provincie Overijssel. In 1818 werd de gemeente Kuinre en Blankenham gesplitst in de gemeenten Blankenham en Kuinre en in 1973 werden de gemeenten Blankenham, Kuinre en Oldemarkt samengevoegd tot de nieuwe gemeente IJsselham.
| Ambtsperiode | Naam burgemeester           | Partij of stroming | Bijzonderheden |
| ------------ | --------------------------- | ------------------ | --- |
| 1818 - 1838  | Peter Hartkamp              |                    | sinds 1811 maire van de ongedeelde gemeente Kuinre en Blankenham                                                             |
| 1838 - 1879  | Jan Harmen Hartkamp         |                    | |
| 1880 - 1885  | Hendrik Johan Ebbink        |                    | |
| 1885 - 1893  | Willem van Eck              |                    | werd burgemeester van Zwartsluis                                                                                             |
| 1893 - 1900  | Willem Hendrik de Chalmot   |                    | werd burgemeester van Ambt Hardenberg                                                                                        |
| 1901 - 1905  | J.E. Immink                 |                    | werd burgemeester van Stolwijk                                                                                               |
| 1905 -1927   | Hendrik Meesters            |                    | |
| 1927 - 1943  | Meinder Hemme Batjes        |                    | werd burgemeester van Diepenveen                                                                                             |
| 1943 - 1945  | H.W. Dijksma                |                    | waarnemend |
| 1945         | Roelof Steenbeek Janszoon   |                    | waarnemend |
| 1945 - 1960  | Lodewijk Johannes de Ruiter | PvdA               | aanvankelijk waarnemend, werd burgemeester van Bergen (N.H.)                                                                 |
| 1960 - 1961  | G. Pastoor                  | CHU                | waarnemend, tevens burgemeester van Oldemarkt                                                                                |
| 1961 - 1973  | Gerrit Groenendaal          | PvdA               | eerder burgemeester van Muntendam, na zijn pensionering in 1972 nog waarnemend burgemeester tot de opheffing van de gemeente |